# 4-й Новоподмосковный переулок
4-й Новоподмоско́вный переу́лок — улица в Северном административном округе города Москвы на территории района Войковский. Проходит от Старопетровского проезда до улицы З. и А. Космодемьянских. Нумерация домов ведётся от Старопетровского проезда.

## Происхождение названия
Переулок получил своё название в 1952 году в связи с примыканием к Подмосковной улице (ныне — улица З. и А. Космодемьянских), с близостью к ж.-д. платформе «Подмосковная» (ныне — «Красный Балтиец») и дачному посёлку Подмосковный (ныне не существует). До этого с 1941 года назывался 3-й Подмосковный переулок.

## Описание
Длина — 390 метров. Переулок начинается от пересечения со Старопетровским переулком (возле д. № 2) и заканчивается пересечением с улицей З. и А. Космодемьянских (между д. № 8A и 3/2). Направление — с юго-востока на северо-запад.
Автомобильное движение — по одной полосе в каждом направлении. Светофоров нет. Обе стороны переулка оборудованы тротуарами. Примыканий ни слева, ни справа нет.

## Здания и сооружения
- № 2а — школа № 90 «Многопрофильный образовательный комплекс» имени Е. Г. Ларикова, открыта в 1944 году. С декабря 2014 года объединена со школами № 162 и № 614. Ныне школа № 201.
- № 3 — жилой дом постройки 1939 года. В рамках гражданской инициативы «Последний адрес» на доме установлен мемориальный знак с именем студента Евгения Зиновьевича Гуревича[3], расстрелянного 26 марта 1952 года[4].
- № 3, стр. 2
- № 4
- № 4, стр. 1

## Общественный транспорт
Наземный общественный транспорт по переулку не ходит.
- Станция метро «Войковская» — в 250 метрах от начала переулка и в 420 от его конца
- Станция МЦК «Балтийская» — в 660 метрах от начала переулка